# خمیر گل چینی

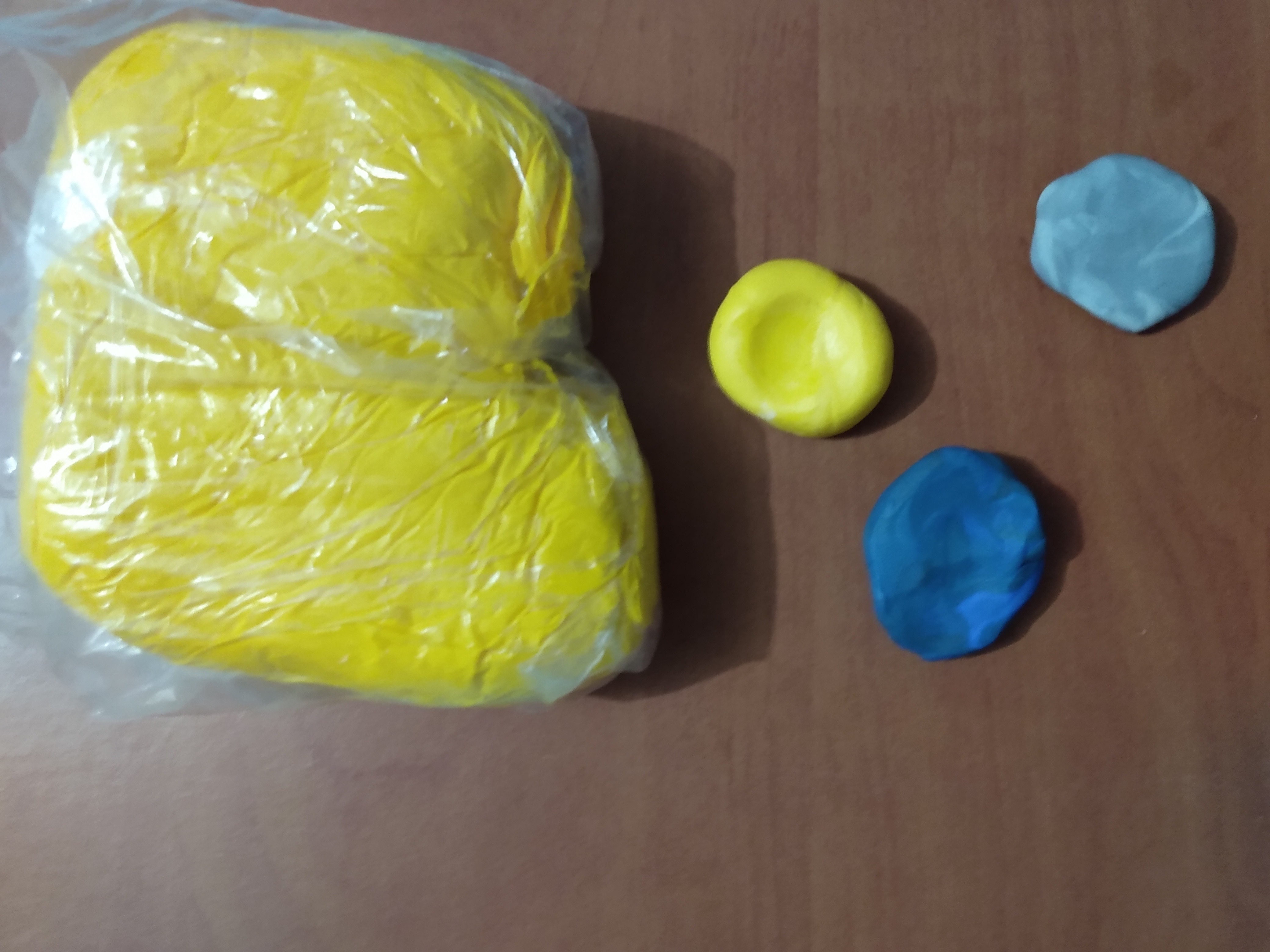
نمونه‌ای از خمیر گل چینی

خمیر گل چینی که در زبان انگلیسی با عنوان چینی سرد Cold porcelain شناخته می‌شود، نوعی خمیر هنری دست‌ساز و انعطاف‌پذیر و سبک است که برای ساخت گل‌های مصنوعی، عروسک‌ها، مجسمه‌های تزئینی و زیورآلات  و سایر آثار هنری دستی استفاده می‌شود مورد استفاده قرار می‌گیرد. برخلاف نام آن، این خمیر در ترکیب خود چینی واقعی ندارد، اما پس از خشک شدن، ظاهری شفاف و شبیه به چینی یا سرامیک پیدا می‌کند.
این خمیر معمولاً از ترکیب چسب چوب (PVA)، نشاسته ذرت، وازلین، گلیسیرین و مقدار کمی روغن معدنی یا روغن بچه ساخته می‌شود. برخلاف چینی واقعی، این خمیر بدون نیاز به حرارت در هوا خشک می‌شود.

## تاریخچه
منشأ خمیر گل چینی به آرژانتین بازمی‌گردد، جایی که هنرمندان خانگی برای ساخت گل‌های مصنوعی واقع‌گرایانه از آن استفاده می‌کردند. با گذر زمان، این خمیر به سایر کشورها نیز گسترش یافت و در صنایع دستی و دکوراسیون جایگاه ویژه‌ای پیدا کرد.

## ویژگی‌ها
- پس از خشک شدن، حالتی سخت و شبیه سرامیک پیدا می‌کند.
- نیاز به پخت ندارد و در هوای معمولی خشک می‌شود.
- قابلیت رنگ‌آمیزی با اکریلیک یا رنگ‌های مخصوص خمیر را دارد.
- نسبت به رطوبت حساس است و برای محافظت بهتر باید با وارنیش یا اسپری محافظ پوشانده شود.
- سبک وزن و مناسب برای ساخت گل‌های ظریف است.[۴]

## کاربردها
- ساخت گل‌های مصنوعی واقع‌گرایانه
- طراحی دکوری و وسایل تزیینی
- ساخت عروسک و فیگورهای دست‌ساز
- آموزش در کلاس‌های هنری کودکان و بزرگسالان[۵]

## روش نگهداری
خمیر آماده باید در کیسه پلاستیکی یا ظرف دربسته نگهداری شود تا خشک نشود. برای استفاده بلندمدت می‌توان مقدار کمی وازلین یا روغن بچه به آن اضافه کرد.

## تفاوت با سایر خمیرها
- برخلاف خمیر فیمو یا پلیمری، نیازی به پخت در فر ندارد.[۷]
- پس از خشک شدن سبک‌تر از خمیرهای سرامیکی یا پلیمری است.
- مواد اولیه آن اغلب در دسترس و ارزان هستند.